# Liste des monuments nationaux du Risaralda
Cet article liste les monuments nationaux du département de Risaralda, en Colombie. Au 25 septembre 2013, 22 monuments nationaux étaient recensés.

## Patrimoine matériel
| Code national | Monument                                 | Municipalité(s)     | Adresse | Coordonnées                        | Date | Illustration                             |
| ------------- | ---------------------------------------- | ------------------- | ------- | ---------------------------------- | ---- | ---------------------------------------- |
|               | Gare ferroviaire de Dosquebradas-Aguazul | Dosquebradas        |         | à géolocaliser                     | 1996 | Image manquante Téléverser               |
|               | Gare ferroviaire de Otún                 | Marsella            |         | à géolocaliser                     | 1996 | Image manquante Téléverser               |
|               | Edificio de las Rentas Departamentales   | Pereira             |         | à géolocaliser                     | 1993 | Edificio de las Rentas Departamentales   |
|               | Gare ferroviaire de Bolmonte             | Pereira             |         | à géolocaliser                     | 1996 | Image manquante Téléverser               |
|               | Gare ferroviaire de La Hoya              | Pereira             |         | à géolocaliser                     | 1996 | Image manquante Téléverser               |
|               | Gare ferroviaire de La Marina            | Pereira             |         | à géolocaliser                     | 1996 | Image manquante Téléverser               |
|               | Gare ferroviaire de La Virginia          | Pereira             |         | à géolocaliser                     | 1996 | Image manquante Téléverser               |
|               | Gare ferroviaire de Nacederos            | Pereira             |         | à géolocaliser                     | 1996 | Gare ferroviaire de Nacederos            |
|               | Gare ferroviaire de Pereira              | Pereira             |         | à géolocaliser                     | 1996 | Gare ferroviaire de Pereira              |
|               | Gare ferroviaire de Villegas             | Pereira             |         | à géolocaliser                     | 1996 | Image manquante Téléverser               |
|               | Palais national de Pereira               | Pereira             |         | à géolocaliser                     | 2004 | Palais national de Pereira               |
|               | Zone archéologique Salado de Consota     | Pereira             |         | à géolocaliser                     | 2004 | Image manquante Téléverser               |
|               | Gare ferroviaire de Betulia              | Pereira             |         | à géolocaliser                     | 1996 | Image manquante Téléverser               |
|               | Gare ferroviaire de La Selva             | Pereira             |         | à géolocaliser                     | 1996 | Image manquante Téléverser               |
|               | Gare ferroviaire de Morelia              | Pereira             |         | à géolocaliser                     | 1996 | Image manquante Téléverser               |
|               | Gare ferroviaire de Puerto Caldas        | Pereira             |         | à géolocaliser                     | 1996 | Image manquante Téléverser               |
|               | Gare ferroviaire de San Joaquín          | Pereira             |         | à géolocaliser                     | 1996 | Image manquante Téléverser               |
|               | Gare ferroviaire de Guayabito            | Santa Rosa de Cabal |         | à géolocaliser                     | 1996 | Image manquante Téléverser               |
|               | Gare ferroviaire de Gutiérrez            | Santa Rosa de Cabal |         | 4° 52′ 00″ nord, 75° 40′ 00″ ouest | 1996 | Image manquante Téléverser               |
|               | École apostolique de Santa Rosa de Cabal | Santa Rosa de Cabal |         | à géolocaliser                     | 1998 | École apostolique de Santa Rosa de Cabal |
|               | Gare ferroviaire de La Capilla           | Santa Rosa de Cabal |         | à géolocaliser                     | 1996 | Image manquante Téléverser               |
|               | Gare ferroviaire de Santa Rosa de Cabal  | Santa Rosa de Cabal |         | à géolocaliser                     | 1996 | Image manquante Téléverser               |